# 13e cérémonie des American Film Institute Awards
La 13e cérémonie des American Film Institute Awards (AFI Awards), décernés par l'American Film Institute, a eu lieu le 10 décembre 2012, et a récompensé les films et séries télévisées diffusées dans l'année,.

## Palmarès

### Cinéma
- Argo
- Les Bêtes du sud sauvage (Beasts of the Southern Wild)
- The Dark Knight Rises
- Django Unchained
- Happiness Therapy (Silver Linings Playbook)
- Lincoln
- Moonrise Kingdom
- Les Misérables
- L'Odyssée de Pi (Life Of Pi)
- Zero Dark Thirty

### Télévision
- American Horror Story: Asylum
- Breaking Bad
- Game Change
- Game of Thrones
- Girls
- Homeland
- Louie
- Mad Men
- Modern Family
- The Walking Dead